# Đại Đình
Đại Đình là một thị trấn thuộc huyện Tam Đảo, tỉnh Vĩnh Phúc, Việt Nam.

## Địa lý
Thị trấn Đại Đình nằm ở trung tâm huyện Tam Đảo, có vị trí địa lý:
- Phía đông giáp tỉnh Thái Nguyên
- Phía tây giáp huyện Lập Thạch và huyện Tam Dương
- Phía nam giáp xã Tam Quan
- Phía bắc giáp xã Bồ Lý và xã Đạo Trù.

Thị trấn Đại Đình có diện tích 34,56 km², dân số năm 2019 là 11.520 người, mật độ dân số đạt 333 người/km².
Phía đông bắc thị trấn Đại Đình là dãy núi Tam Đảo nằm án ngữ tạo nên ranh giới tự nhiên giữa tỉnh Vĩnh Phúc và tỉnh Thái Nguyên. Thị trấn có tuyến đường tỉnh lộ 302 chạy qua.

## Lịch sử
Trước đây, địa bàn thị trấn Đại Đình hiện nay là cương vực của 15 làng thuộc tổng Quan Ngoại, huyện Tam Dương (sau này trở thành 15 thôn của xã Đại Đình).
Năm 1927, tổng Quan Ngoại sáp nhập thêm làng Quan Đình và Luận Phẩm, tồn tại đến trước cách mạng tháng Tám năm 1945.
Đến đầu năm 1946, theo chủ trương của Chính phủ, cấp tổng bị bãi bỏ, vì vậy các làng thuộc tổng Quan Ngoại sáp nhập thành xã Đại Đình thuộc huyện Tam Dương.
Ngày 5 tháng 7 năm 1977, huyện Tam Dương sáp nhập với huyện Lập Thạch thành huyện Tam Đảo, xã Đại Đình thuộc huyện Tam Đảo.
Ngày 9 tháng 6 năm 1998, huyện Tam Dương được tái lập, xã Đại Đình trở lại thuộc huyện Tam Dương.
Ngày 9 tháng 12 năm 2003, Chính phủ ban hành Nghị định số 153/2003/NĐ-CP thành lập huyện Tam Đảo mới, xã Đại Đình chuyển sang trực thuộc huyện Tam Đảo mới.
Ngày 10 tháng 1 năm 2020, Ủy ban Thường vụ Quốc hội ban hành Nghị quyết số 868/NQ-UBTVQH14 về việc sắp xếp các đơn vị hành chính cấp xã thuộc tỉnh Vĩnh Phúc (nghị quyết có hiệu lực từ ngày 1 tháng 2 năm 2020). Theo đó, thành lập thị trấn Đại Đình trên cơ sở toàn bộ 34,56 km² diện tích tự nhiên và 11.520 người của xã Đại Đình.
Ngày 12 tháng 3 năm 2020, chuyển 15 thôn của thị trấn Đại Đình thành 15 tổ dân phố có tên tương ứng.

## Hành chính
Thị trấn Đại Đình được chia thành 15 tổ dân phố: Ấp Đồn, Đại Điền, Đền Thỏng, Đông Lộ, Đồng Hội, Đồng Lính, Giáp Giang, Hữu Tài, Lán Than, Lõng Sâu, Sơn Đình, Sơn Phong, Sơn Thanh, Suối Đùm, Trại Mới.

## Văn hóa
Trên địa bàn thị trấn có nhiều dân tộc anh em cùng chung sống như: Kinh, Sán Dìu, Thái, Mường, Dao; có 2 đạo chính là Thiên Chúa giáo và Phật giáo.
Trên địa bàn thị trấn Đại Đình có 8 đền, đình; 7 ngôi chùa; 2 Thiền viện Trúc Lâm Tây Thiên. Du khách trong và ngoài nước biết đến Tam Đảo không chỉ bởi nơi đây có khu du lịch Tam Đảo mà còn có khu danh thắng Tây Thiên với nhiều công trình như: Khu trung tâm Văn hóa lễ hội Tây Thiên, Bảo Tháp, chùa Thiên Ân, làng văn hóa du lịch cộng đồng (thôn Đồng Thỏng), các nhà đền thuộc Khu danh thắng Tây Thiên... Lễ hội Tây Thiên được tổ chức vào 15/2 âm lịch hàng năm, để tưởng nhớ Tam Đảo Sơn Trụ Quốc Mẫu Lăng Thị Tiêu, Chính Vương Phi của Hùng Chiêu Vương thứ VII đã có công dẹp giặc Thục mang lại thái bình cho nhân dân.
Bên cạnh đó, Tây Thiên còn được coi là nơi phát tích của Phật giáo, nơi ẩn chứa nhiều trầm tích huyền thoại và với hệ thống di tích Phật giáo có từ lâu đời. Đây là điểm du lịch nổi tiếng, biểu tượng đặc trưng cho địa văn hóa trung du Vĩnh Phúc, không chỉ hấp dẫn bởi vẻ đẹp tự nhiên mà còn là vùng đất thiêng mang đậm dấu ấn văn hóa, lịch sử.